# Ghartschak
Ghartschak (persisch قرچک, DMG Qarčak, auch als Qartschak oder Qareh Tschak bekannt) ist eine Stadt im Norden Irans. Es ist die Hauptstadt des Verwaltungsbezirks (persisch Bachsch) Ghartschak in der iranischen Provinz Teheran. Bei der Volkszählung im Jahre 2006 wurden 42.508 Familien und insgesamt 173.832 Einwohner in der Stadt erfasst. Ghartschak befindet sich ungefähr 35 Kilometer vom Teheran, dem Zentrum der Provinz, entfernt.